# Mesjid (Manyak Payed)
Mesjid is een bestuurslaag in het regentschap Aceh Tamiang van de provincie Atjeh, Indonesië. Mesjid telt 1364 inwoners (volkstelling 2010).